# Global Reporting Initiative
Il Global Reporting Initiative (GRI) è un ente internazionale senza scopo di lucro nato con il fine di definire gli standard di rendicontazione della performance sostenibile (conosciuto anche come bilancio sociale) di aziende e organizzazioni di qualunque dimensione, appartenenti a qualsiasi settore e paese del mondo. 
Il GRI ha sviluppato e elaborato i GRI Standard che costituiscono un quadro di riferimento per la rendicontazione da parte degli organismi di cui sopra. Gli standard GRI sono costituiti dagli standard universali e da tre standard specifici per l'ambito economico, ambientale e sociale. Il più recente quadro di riferimento del GRI è stato introdotto nell'ottobre 2016. Un aggiornamento degli standard universali del GRI è attualmente in corso. Il rilascio degli standard universali aggiornati è previsto per la seconda metà del 2021.

## Storia del GRI
Il GRI fu fondato a Boston nel 1997 dalla collaborazione di Robert Massie, il direttore esecutivo del Coalition for Environmentally Responsible Economies (CERES) e dall'amministratore delegato del Tellus Institute, Allen White. Inizialmente consisteva in una divisione del CERES creata per sviluppare un sistema di contabilità che permettesse alle organizzazioni di effettuare un rendiconto ambientale, perseguendo i principi di condotta socialmente responsabile propri del CERES. Questo fu possibile con l'istituzione del dipartimento di progetto nominato "Global Reporting Initiative" che sviluppò un quadro di riferimento (framework) i cui destinatari iniziali erano investitori, e solamente in seguito alla creazione del Comitato Esecutivo per lo sviluppo delle Linee Guida, la reportistica GRI assunse il suo predominante carattere di approccio multi-dimensionale, estendendo così l'ambito di rendicontazione alla sfera sociale, economica ed ambientale.
Nell'anno 2002 sotto le direttive del Comitato Esecutivo venne riconosciuto come organismo indipendente e nel 2002 il Programma delle Nazioni Unite per l’ambiente (UNEP) condivise i principi del GRI invitando gli stati membri delle Nazioni Unite a trovare la sede principale di questo organismo. Fu scelta Amsterdam e il GRI venne formalmente dichiarato di fronte al Segretario generale delle Nazioni Unite Kofi Annan, organizzazione in collaborazione con l'UNEP, con Ernst Ligteringen in qualità di amministratore delegato e membro del consiglio di amministrazione.
Col passare degli anni il GRI si è sviluppato ulteriormente allargando sempre più la rete di persone e organizzazioni coinvolte nella sua attività e mettendo a disposizione documenti sempre più completi, tutto ciò fece sì che il sistema di rendicontazione sociale del GRI sia ad oggi uno dei più diffusi al mondo.

## Governance
Il GRI comprende una rete globale dei seguenti gruppi di stakeholder: imprese commerciali, organizzazioni sindacali, istituzioni di mediazione, imprese di investimento e la società civile. Il lato istituzionale del GRI che supporta la rete è costituito dai seguenti organi:
- Consiglio di amministrazione (Board of Directors) ha l'autorità decisionale finale sulla governance organizzativa e sulla strategia a lungo termine di GRI.
- Consiglio per gli standard globali di sostenibilità (Global Sustainability Standards Board, GSSB) è un'entità indipendente con la sola responsabilità di sviluppare e implementare gli standard GRI.
- Comitato di Supervisione dei Processi (Due Process Oversight Committee, DPOC) è un organismo che assicura l'integrità di tutte le attività relative alla definizione degli standard GRI.
- Consiglio degli Stakeholder (Stakeholder Council). Il Consiglio comprende fino a 50 rappresentanti dei principali stakeholder della rete GRI provenienti da tutte le regioni definite dall'ONU. Il Consiglio nomina i membri del CdA e fornisce consulenza al CdA su questioni strategiche.
- Comitato Indipendente per le Nomine (Independent Appointments Committee) è un team di cinque membri che nomina i membri del Consiglio per gli standard globali di sostenibilità e del Comitato di Supervisione dei Processi.
- Gruppo Consultivo Governativo (Governmental Advisory Group) funge da piattaforma per lo scambio di informazioni tra il GRI e i governi. Il Gruppo permette al GRI di comprendere meglio le prospettive dei governi in materia di responsabilità sociale d'impresa e di reporting di sostenibilità, mentre i governi ottengono informazioni più dettagliate sulla conoscenza del lavoro del GRI.
- Segreteria GRI (GRI Secreteriat) implementa il piano strategico della GRI, gestisce la comunicazione di rete e istituzionale, le relazioni con gli stakeholder, il marketing e l'amministrazione finanziaria.

La sede centrale della Segreteria GRI si trova ad Amsterdam. Inoltre, GRI ha una rete di sette hub regionali situati a Johannesburg (Africa), Singapore (ASEAN), San Paolo (Brasile), Hong Kong (Grande Cina), Bogotà (America Ispanica), New York (Nord America) e Nuova Delhi (Asia meridionale).

## Standard GRI
Gli standard GRI rappresentano le linee guida per creare i rendiconti della performance sostenibile o sociale. Sono costituiti da una struttura modulare e interdipendente per creare al meglio i report in ambito economico, sociale e ambientale.
Le linee guida da seguire sono schematizzate nello schema accanto.

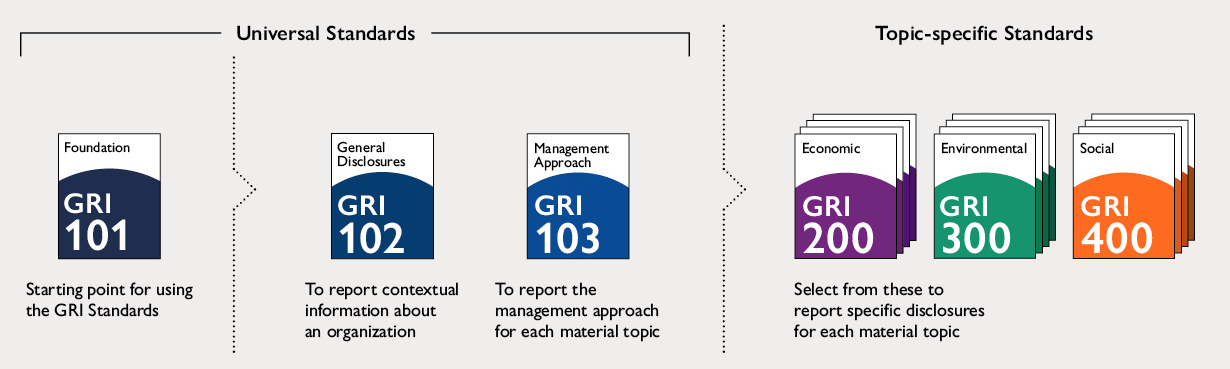
Lo schema illustra quali sono gli standard GRI usati universalmente (ovvero da tutti in qualsiasi ambito) e quali sono quelli specifici per ambiti.

Tra i diversi standard presenti sul sito ufficiale del GRI, le versioni disponibili in italiano descrivono le linee guida per redigere un bilancio sociale nei seguenti ambiti:
- Standard universali
  - 101 - Principi di rendicontazione
  - 102 - Informativa generale
  - 103 - Modalità di gestione
- Standard per l'ambito economico
  - 201 - Performance economiche
  - 202 - Presenza sul mercato
  - 203 - Impatti economici indiretti
  - 204 - Pratiche di approvvigionamento
  - 205 - Anticorruzione
  - 206 - Comportamento anticoncorrenziale
  - 207 - Imposte
- Standard per l'ambito ambientale
  - 301 - Materiali
  - 302 - Energia
  - 303 - Acqua e scarichi idrici
  - 304 - Biodiversità
  - 305 - Emissioni
  - 306 - Scarichi idrici e rifiuti
  - 307 - Compliance ambientale
  - 308 - Valutazione ambientale dei fornitori
- Standard per l'ambito sociale
  - 401 - Occupazione
  - 402 - Relazioni tra lavoratori e management
  - 403 - Salute e sicurezza sul lavoro
  - 404 - Formazione e istruzione
  - 405 - Diversità e pari opportunità
  - 406 - Non discriminazione
  - 407 - Libertà di associazione e contrattazione collettiva
  - 408 - Lavoro minorile
  - 409 - Lavoro forzato o obbligatorio
  - 410 - Pratiche per la sicurezza
  - 411 - Diritti dei popoli indigeni
  - 412 - Valutazione del rispetto dei diritti umani
  - 413 - Comunità locali
  - 414 - Valutazione sociale dei fornitori
  - 415 - Politica pubblica
  - 416 - Salute e sicurezza dei clienti
  - 417 - Marketing ed etichettatura
  - 418 - Privacy dei clienti
  - 419 - Compliance socioeconomica